# Пионерский (Екатеринбург)
Пионерский посёлок — жилой район Кировского административного района Екатеринбурга.

## География
Жилой район ограничен с севера промышленными площадками предприятий и коммунально-складских объектов северной промзоны, с юга — ул. Блюхера, с запада — полосой отчуждения железной дороги, с востока — ул. Шефской. Площадь на 2003 год — 670 га, протяжённость улиц — 23,7 км.

## История
В начале XX в. здесь был сосновый бор. В 1925 году на этой территории отвели участок для строительства домов жилищно-строительного кооператива железнодорожников «Пионер». Через год появилось 26 жилых домов: рубленых деревянных на 2—4 трёхкомнатных квартиры (на начало 2012 сохранились 4 дома на ул. Уральской, 17—23, сданные в 1926—27) и шлакобетонных 3-этажных. Построили клуб с киноустановкой (ныне не существующий к/т «Прогресс»). Здесь стали селиться частники, развернулось индивидуальное строительство. В период НЭПа появились частные лавочки, пекарни, мастерские, конные дворы. Долгие годы посёлок носил название Новый, после Великой Отечественной войны его назвали Пионерский.
В проекте посёлка угадывается что-то от «города-сада», одно- двухэтажного жилого массива, кварталы которого живописно сгруппированы вокруг двух больших парков, а некоторые из них имеют зелёные зоны отдыха в середине.В. Букин, В. Пискунов.
После войны 2—3-этажными домами частично застраиваются улицы Маяковского, Железнодорожников, Будённого, Июльская, Гражданской Войны, Ирбитская, Менделеева. В 1960-е годы на улицах Сулимова, Учителей, Июльской, Данилы Зверева, Солнечной появляются около двух десятков 3—4-этажных жилых домов в хрущёвском стиле. С 1967 начинается массовое крупнопанельное домостроение, в течение 1968—71 сдано свыше 30 панельных 5—9-этажных домов к западу от ул. Уральской (первыми в 1968 сданы дома № 6—12 по ул. Пионеров, № 58—66 по Уральской). В 1973—77 9-этажными панельными домами застроены частично пер. Парковый, ул. Советская, Сулимова, Боровая. До 1986 сохранялась старая одноэтажная застройка восточной стороны ул. Уральской, затем и здесь были выстроены 9—14-этажные дома «улучшенной планировки».
Строительство новых сооружений продолжилось и в постсоветское время. Наиболее известными из них стали торговый центр «ПаркХаус» и мост, соединивший Пионерский с центром города.

## Население
На 1 января 1929 года численность населения посёлка составляла 5811 чел.
В 1997 году численность населения составляла 89,2 тысячи человек. С начала 2000-х годов идёт рост численности населения района за счёт строительства новых многоэтажных жилых комплексов на месте снесённого частного сектора и за счёт уплотнения существующей застройки.  

## Транспорт
Для улиц района характерно совмещение транспортных потоков грузового, легкового и общественного транспорта, узость проезжей части. Главными транспортными магистралями района являются улицы Уральская, Блюхера, Советская, Сулимова, Данилы Зверева.
Общественный транспорт представлен трамваями, троллейбусами, автобусами и маршрутными такси.

## Электронные ресурсы
- Петкевич Т. А. ПИОНЕРСКИЙ// Энциклопедия Екатеринбурга [Электрон. ресурс] : электронная энциклопедия. — Электрон. дан. и прогр. — Екатеринбург. : ИИиА УрО РАН, год не указан. — 1 электрон. опт. диск (CD-ROM)